# Festival du film d'Asie du Sud
Le Festival du film d’Asie du Sud (FFAST) est le premier festival consacré aux cinémas du sous-continent indien en France. Il se déroule chaque année à Paris et en banlieue parisienne depuis 2013. Organisé par l'association South Asia Paris New Art (SAPNA), il a pour but de promouvoir le cinéma indépendant d'Inde, du Pakistan, du Bangladesh, du Népal et du Sri Lanka. Anciennement "Festival du film d'Asie du Sud Transgressif", il est renommé à l'occasion de la quatrième édition "Festival du Film d'Asie du Sud". 

## Organisation et objectifs
Le festival est organisé par l'association South Asia Paris New Art (SAPNA) et dirigé par Jean-François Thermoz. Il est financé par des partenaires et le crowdfunding.
Le FFAST vise à promouvoir en France les cinémas d’Asie du sud notamment indien en sortant des productions connues type Bollywood et également de faire découvrir le cinéma de pays comme le Népal, le Pakistan, le Sri Lanka ou le Bangladesh.

## Première édition (2013)
La première édition se déroule du 16 au 20 janvier 2013. Une journée de conférences-rencontres en compagnie d’universitaires et de professionnels européens et sud-asiatiques, se tient le mercredi 16 janvier 2013 à l'Inalco.
Six films, tous inédits en France, sont en compétition : Udhao d'Amit Ashraf (Bangladesh, 2012), Loot de Nischal Basnet (Népal, 2012), Alms for a Blind Horse de Gurvinder Singh (Punjab, 2011), B.A. Pass d'Ajay Bahl, (Inde, 2012), L'affaire 18/9 de Balaji Shaktivel (Tamil Nadu, 2012) et Pizza de Karthik Subbaraj (Tamil Nadu, 2012). Par ailleurs, quatre films sont projetés hors compétition, My Brother… Nikhil d'Onir, 7am Arivu d'A.R. Murugadoss, Soongava de Subarna Thapa et Delhi Belly d'Abhinay Deo.
Le jury est composé de Jean-Yves De Lépinay (Forum des images), Marina Gomez (Fantastikindia), Bastian Meiresonne, (spécialiste du cinéma asiatique), Catherine Servant-Schreiber (CEIAS/INALCO), Jonathan Sinivassane (homme d'affaires). Il décerne le Prix spécial du jury à L'affaire 18/9 de Balaji Shaktivel. Deux autres prix sont également attribués, le Prix du jury étudiant à Alms for a blind horse de Gurvinder Singh et le prix du public à B.A. Pass d'Ajay Bahl.

## Seconde édition (2014)
L'édition 2014 se déroule du 4 au 11 février. Elle est précédée de deux journées de conférences intitulées Industrie des cœurs, industrie des corps. Amour, sexualité et mariage dans l'Inde du XXIe siècle les 28 et 29 janvier à l'Inalco.

### Thématiques
Trois thématiques sont retenues.
Le réalisateur Dibakar Banerjee est mis en avant lors de cette édition pour son rôle dans le cinéma indépendant indien avec la projection de trois de ses films, Love, Sex aur Dhokha (2010), Shanghai (2012), inédits en France, et Star, court métrage extrait de Bombay Talkies (2013).
Un focus est également donné sur le cinéma népalais avec trois premiers longs métrages : Red Monsoon (2013) d'Eelum Dixit, Highway (2012) de Deepak Rauniyar et Soongava (2013) de Subarna Thapa dont deux courts métrages sont également projetés, Funérailles (2008) et Fils (2013).
La sélection Love, Sex aur Shaadi (Amour, sexe et mariage) en écho au cinéma populaire, comprend six films, népalais, indiens ou srilankais, sortis entre 1948 et 2013.

### Compétition
En 2014 le jury est composé de Géraldine Pailhas, Riad Sattouf, Zeynep Jouvenaux, Kristian Feigelson et Alexandra Quien.
Cinq premiers films sont en compétition : Highway (Népal, 2012) de Deepak Rauniyar, Josh (Pakistan, 2013) d'Iram Parveen Bilal, Pune 52 (Maharashtra, 2013) de Nikhil Mahajan, Neram (Tamil Nadu, 2013) d'Alphonse Putharen, tous inédits en France, et Miss Lovely (Inde, 2013) d'Ashim Ahluwalia dans une version remontée.
Le Prix spécial du jury est décerné à Miss Lovely d'Ashim Ahluwalia, le Prix du jury étudiant à Highway de Deepak Rauniyar et le Prix du public à Soongava de Subarna Thapa.

## Troisième édition (2015)
La troisième édition du Festival du Film d’Asie du Sud s’est ouverte avec deux journées de conférences-rencontres à l’INALCO (Institut National des Langues et Civilisations Orientales).
Le jury du FFAST 2015 était présidé par Pauline Lefèvre, actrice et animatrice. 
L'invité d'honneur était le réalisateur et producteur indien Anurag Kashyap, fer de lance du cinéma indépendant indien.  

## Quatrième édition (2016)
Le Festival s'est déroulé à l’automne 2016. Comme les années précédentes, le festival s'est organisé autour de deux axes majeurs : films en compétition et séances spéciales. 
L'invité d'honneur était Manoj Bajpayee, acteur principal du film Aligarh, présenté lors de la cérémonie d'ouverture du festival. Le jury, présidé par le journaliste et réalisateur Vijay Singh, a attribué son Prix ex-aequo aux films Aligarh de Hansal Mehta, et Under Construction (Les Lauriers-roses rouges) de Rubaiyat Hossain. Le documentaire Song of Lahore a été récompensé par le Prix du Public.